# Bernardo II da Saxónia

Escudo do Brasão de Armas da Casa da Saxónia, depois de 1260.

Bernardo II da Saxónia (995 - 29 de junho de 1059) foi governador e duque da Saxónia desde o ano 1011 até ao ano de 1059.

## Relações familiares
Foi filho de Bernardo I da Saxónia (c. 950 - 9 de fevereiro de 1011) e Hildegarda de Stade. Casou-se em 1020 Eilica de Schweinfurt, filha de Henrique de Schweinfurt (950 - 1017) e de Gerberga de Heneberga (968 - 1017) de quem teve:
1. Ordulfo da Saxónia (1020 - 28 de março de 1072),[1] duque da Saxónia, casado por duas vezes, a 1ª em 1042 com a princesa Vulfilda da Noruega, filha do rei Olavo II da Noruega (995 - 29 de julho de 1030) e de Astride Olofsdotter. O 2º casamento foi em 1071 com Gertrude de Haldensleben (1042 - 1116).
2. Gertrudes da Saxónia (c. 1035 - 4 de agosto de 1113), casada por três vezes, a 1ª em 1050 o conde Floris I da Holanda (1017 - 28 de junho de 1061), casou em 1063, depois de viúva do 1º casamento, com o conde Roberto I da Flandres (1035 - 13 de outubro de 1093).
3. Hermano da Saxónia (? - 1086)
4. Edviges da Saxónia, conhecida como Edviges de Sponheim pelo seu casamento com Engelberto I de Sponheim (c. 1035 - 1 de abril de 1096).
5. Ida da Saxónia (1035 - 1102) casou-se em 1055 Frederico da Baixa Lorena. Depois de viúva, em 1065, voltou a casar, desta vez com Alberto III de Namur.[2][3][4]